# Mario Longhi
Mario Longhi Filho (Tatuí, 1956) é um administrador e executivo brasileiro, naturalizado americano em 2007, foi presidente da Gerdau e da US Steel nos Estados Unidos.

## Biografia
Nascido em Tatuí, em uma família agrária de imigrantes italianos no Brasil, é graduado e mestre em engenharia metalúrgica pelo Instituto Mauá de Tecnologia. Depois de formado, Longhi trabalhou na Alcoa por 23 anos.

## Educação
Ele obteve seu diploma de bacharel em engenharia metalúrgica em 1977 e mestrado em engenharia metalúrgica pelo Instituto Mauá de Tecnologia.

## Início de carreira
Ele iniciou sua carreira como engenheiro em 1978 na COBRASMA, uma empresa licenciada da Babcock and Wilcox envolvida no projeto, fabricação e venda de vasos de pressão para venda na América do Sul.

## Alcoa
Após os estudos, trabalhou por 23 anos em diversas funções na Alcoa, líder mundial na produção de bauxita, alumina e produtos de alumínio. Ele ocupou cargos importantes na empresa - Presidente da Alcoa Wheels International, Alcoa Forgings Divisions, Presidente e CEO da Howmet Castings.
Longhi foi o vice-presidente da Alco; Vice-presidente executivo da Alcoa Inc; Vice-Presidente de Operações Comerciais da Gerdau SA; Vice-presidente e presidente do grupo global de extrusões e produtos finais da Alcoa Inc. Ele estava envolvido com políticas estratégicas e tomada de decisões na Alcoa. Sua passagem pela Alcoa o levou a gerenciar operações nos Estados Unidos, Brasil e Suíça. Ele iniciou sua carreira na Alcoa em 1982 como superintendente de construção na Refinaria da Alumar no Brasil.

## Gerdau
Após esse tempo na Alcoa, ele ficou por seis anos na Gerdau, servindo primeiro como presidente de 2005 a 2006 e, em seguida, adicionalmente, no papel de CEO de 2006 até 2011.
Durante sua carreira, ele também atuou como presidente, diretor e membro do comitê executivo da Associação de Fabricantes de Aço e como diretor do Instituto de Ferro e Aço americano.

## US Steel
Longhi ingressou na US Steel em julho de 2012 como vice-presidente executivo e diretor de operações. Ele foi nomeado presidente e diretor de operações em junho de 2013 e eleito presidente e CEO em setembro do mesmo ano.
O executivo desenvolveu na companhia um projeto conhecido como Carnegie Way. A iniciativa rendeu US$ 575 milhões em economias operacionais em 2014, resultando no melhor desempenho financeiro da empresa em sete anos.
Ele atuou no conselho de administração da US Steel e supervisionou a transformação da empresa, garantindo rentabilidade sustentável ao longo do ciclo de negócios.
Em 30 de junho de 2017 anunciou a aposentadoria da empresa. Ele deixou o cargo de CEO em 8 de maio de 2017, mas permaneceu no conselho de administração e atuou como funcionário da empresa, prestando suporte transitório, até sua aposentadoria.

## Conquistas
Ele ganhou vários prêmios por sua contribuição para a indústria do aço, entre os quais destacam-se:
- Fabricante de aço do ano de 2015 pela Associação de Tecnologia de Ferro e Aço;
- CEO do Ano de 2015 do Platts Global Metals Awards;
- Prêmio de Excelência em Aço em 2011 pela American Metal Mercado.[1]

## Fora da Indústria
Seus papéis de liderança se estenderam além da indústria siderúrgica. Ele é membro do The Business Council on Competitiveness e do National Petroleum Council, além de membro do conselho diretor da Allegheny Conference on Community Development e membro da Mesa Redonda Presidencial da Câmara de Comércio Afro-Americana da Pensilvânia Ocidental.